# Zanclea polymorpha
Zanclea polymorpha is een hydroïdpoliep uit de familie Zancleidae. De wetenschappelijke naam van de soort werd in 1996 gepubliceerd door Schuchert.